# Every Breaking Wave
Singles de U2
The Miracle (of Joey Ramone)
(2014) Song for Someone
(2015)
Every Breaking Wave est une chanson du groupe de rock irlandais U2 sortie en 2014. C'est le second single extrait de leur 13e album studio, Songs of Innocence, également publié en 2014.

## Historique
Every Breaking Wave devait initialement être inclus sur l'album No Line on the Horizon (2009). Dans un article décrivant l'album à venir, Brian Hiatt de Rolling Stone décrit le titre comme un mélange « soul-pop, avec des sons de synthés brillants influencés par OMD ». Cependant, le titre est retiré du tracklist de l'album, au regret de certaines personnes de l'entourage de U2. Bono explique que c'était la préférée de Jimmy Iovine. Bono raconte ensuite que le groupe a tenté de sortir Songs of Ascent, avec des titres non utilisés pour No Line on the Horizon, avec Every Breaking Wave comme premier single. Mais ce projet sera plusieurs fois repoussé puis annulé.
Durant un concert à Helsinki pour la tournée U2 360° Tour en août 2010, le groupe interprète pour la première fois Every Breaking Wave. Lorsque U2 travaille sur son prochain album studio, la chanson est modifiée avec l'arrivée de Ryan Tedder à la production. Il introduit un nouveau refrain mélodique et utilise l'ancien comme pont.
Bono décrit la chanson comme la difficulté à « se donner complètement à une autre personne ».
Une version acoustique, enregistrée à Malibu, est incluse sur la version Deluxe de l'album Songs of Innocence. Cette version inclut The Edge au piano et un accompagnement d'orchestre écrit par David Richard Campbell.

## Clip
Le clip officiel de la chanson est une version condensée d'un court métrage de 13 minutes réalisé par Aoife McArdle. Le film dépeint le conflit nord-irlandais dans les années 1980 autour d'un couple d'adolescents.
L’artiste sud-africain Robin Rhode a réalisé pour ce clip des illustrations en stop motion.

## Classements
| Pays-classement (2014–2015)             | Meilleure position |
| --------------------------------------- | ------------------ |
| Belgique (Flandre Ultratop 50 Singles)  | 7                  |
| Belgique (Wallonie Ultratop 50 Singles) | 18                 |
| France (SNEP)                           | 93                 |
| États-Unis (Adult Alternative Songs)    | 7                  |
| États-Unis (Adult Contemporary)         | 28                 |
| États-Unis (Adult Pop Songs)            | 34                 |
| États-Unis (Alternative Songs)          | 24                 |
| États-Unis (Hot Rock Songs)             | 38                 |
| États-Unis (Rock Airplay)               | 23                 |

## Crédits
| U2 - Bono – chant, dulcimer - The Edge – guitare, claviers, chœurs - Adam Clayton – guitare basse - Larry Mullen, Jr. – batterie, percussions Autres - Ryan Tedder – claviers - Brian Burton – claviers - Declan Gaffney – claviers | Technique - Réalisation artistique – Danger Mouse et Ryan Tedder - Production additionnelle – Declan Gaffney - Ingénieur du son – Declan Gaffney - Ingénieur du son assistant – Adam Durbridge - Ingénieur du son additionnel – Kennie Takahashi - mixage – Tom Elmhirst et Ben Baptie |